# Sessions@AOL
Sessions@AOL este primul disc EP înregistrat de cântăreața engleză Amy Winehouse. Materialul a fost lansat pe 1 iunie 2004 în Regatul Unit și conține șase dintre piesele incluse pe albumul Frank (2003) imprimate în versiune acustică.

## Ordinea pieselor pe disc
1. „Know You Now” — 3:44
2. „Stronger Than Me” — 4:16
3. „You Sent Me Flying” — 5:59
4. „I Heard Love Is Blind” — 3:40
5. „(There Is) No Greater Love” — 2:49
6. „In My Bed” — 4:33